# Виїярв
Виїярв (ест. Võijärv, інша назва — ест. Rässa järv) — озеро в Естонії, що розташоване в повіті Сааремаа, у волості Муху.